# Night and the City
Night and the City (br.: Sombras do mal / pt.: Foragidos da noite) é um filme de drama noir britânico de 1950, dirigido por Jules Dassin para distribuição da 20th Century Fox. O roteiro é baseado no romance homônimo de 1938 de Gerald Kersh. Com locações em Londres.
O diretor Dassin mais tarde confessou que nunca leu o livro do qual o roteiro foi baseado. Em entrevista quando do lançamento do DVD pela The Criterion Collection, Dassin relembra que a atriz Gene Tierney entrou para o elenco a pedido de Darryl Zanuck, que estava preocupado com os problemas pessoais dela e temia que se suicidasse e que esperava que com o trabalho ela recuperasse o equilíbrio mental. A versão britânica dura cinco minutos a mais do que a norte-americana, com um final otimista e uma trilha sonora completamente diferente. Dassin endossou a versão norte-americana como mais próxima da sua visão .
O filme é notabilizado por uma longa e difícil luta wrestling entre Stanislaus Zbyszko, um celebrado profissional desse tipo de luta, e Mike Mazurki, que antes de se tornar ator tinha sido lutador profissional.

## Elenco
- Richard Widmark...Harry Fabian
- Gene Tierney...Mary Bristol (dublada ao cantar por Maudie Edwards)
- Googie Withers...Helen Nosseross
- Hugh Marlowe...Adam Dunne
- Francis L. Sullivan...Phil Nosseross, proprietário do Silver Fox Club
- Herbert Lom...Kristo
- Stanislaus Zbyszko...Gregorius, o Grande
- Mike Mazurki...Estrangulador
- Ada Reeve...Molly
- Charles Farrell...Mickey Beer
- Ken Richmond...Nikolas de Atenas
- Edward Chapman...Hoskins

## Sinopse
Harry Fabian é um ambicioso trapaceiro norte-americano que vive em Londres sempre em busca de uma chance para "se dar bem na vida". Ele é casado com a honesta Mary Bristol, cantora de uma boate de propriedade de Phil Nosseross, que tem como seu braço-direito a esposa Helen que detesta o marido e sonha em ter seu próprio empreendimento. Durante uma de suas trapaças, Fabian encontra o ex-lutador profissional grego e agora empresário de lutas conhecido como Gregorius, o Grande. Ao descobrir que ele é pai do gângster Kristo, que controla todos os eventos e as apostas de luta da cidade, e que os dois não se entendem, Fabian imediatamente arma um plano em que ele próprio iria organizar as lutas, atraindo Gregorius para seu lado prometendo combates honestos e achando que assim ficaria protegido contra Kristo. Mas Fabian pede a Phil para ser sócio nesse negócio, o que é um erro pois o homem suspeita dele ter um caso extra-conjugal com Helen e resolve trair-lhe, tramando para que Kristo lhe mate na primeira oportunidade.

## Recepção
O filme tem sido notado pela suas inovações e falta de personagens simpáticos, a punição fatal do protagonista  (na versão norte-americana), e em especial pelo realista triunfo dos bandidos que não parecem preocupar-se com as engrenagens da lei. Os críticos da época não regiram bem; uma resenha típica é a de Bosley Crowther que escrevia para o  The New York Times (traduções livres/aproximadas)
[O evidente talento de Dassin] evidente talento foi desperdiçado numa dispersão, inutil, e o melhor que conseguiu foi uma bombástica pintura do grotesco...tentando blefar com um roteiro fraco...[o roteiro] não tem qualquer real virtude dramática, razão ou trama válida...pouco mais que uma mescla de episódios do submundo ligados aos esforços de um trapaceiro de boate barata de Londres encurralado com suas ambições de promover eventos de luta e que fracassa. E há apenas um personagem que um cidadão respeitável e decente cumprimentaria com um assovio .

O filme foi reavaliado mais positivamente na década de 1960, celebrado no gênero filme noir, e continuar a receber resenhas positivas até mais recentemente. Ao escrever para Slant Magazine, Nick Schager afirmou 
Obra-prima de 1950 de Jules Dassin em seu primeiro filme após se exilar da América sob acusações de comunismo, uma desagradável provação que parece ter trazido ao seu trabalho um recém-descoberto ressentimento e também pessimismo, é sobre o temerário esquema fraudulento de Harry Fabian (Richard Widmark) e sua tentativa desastrada de se dar bem, com ira, ansiedade e uma dose de impacto de puro ódio 
Em The Village Voice, o crítico de cinema Michael Atkinson escreve "...o filme é uma peça melancólica em claro-escuro wellesiano (por Max Greene, pseudônimo de Mutz Greenbaum) e um mergulho ocasionalmente desconcertante no submundo, particularmente quando o lutador manipulado pelo vigarista explode com um aperto perfura-rins ".
Em Street with No Name: A History of the Classic American Film Noir o crítico de cinema Andrew Dickos o aclama como um seminal noir do período clássico, anotando "... uma perfeita fusão de melancolia e personagem, Dassin criou um trabalho de poder emocional e drama existencial que fica como paradigma do pathos noir e desespero".